# São Paulo (nave da battaglia)
La São Paulo è stata la seconda corazzata della classe Minas Geraes costruita dalla società britannica Armstrong Whitworth e Vickers per conto della Marina brasiliana. La nave fu chiamata così in onore dello stato e della città di São Paulo.

## Storia
La São Paulo fu varata il 19 aprile 1909 ed entrò in servizio il 12 luglio 1910. Poco tempo dopo, partecipò alla Revolta da Chibata. Dopo l'entrata del Brasile nella prima guerra mondiale, la nazione sudamericana propose agli Alleati di integrare la São Paulo e la Minas Geraes nella Grand Fleet, ma le navi vennero rifiutate per il loro sistema di controllo del fuoco obsoleto. Durante la seconda guerra mondiale la São Paulo, tecnologicamente obsoleta, servì a difesa del porto di Recife.
La nave affondò nel mare a nord delle Azzorre lungo la rotta per il cantiere navale di demolizione.